# Udo Zehetleitner
Udo Zehetleitner (* 1940 in Sonthofen) ist ein deutscher Bergführer und Bergsteiger.
Zehtleitners Ausbildung zum Bergführer erfolgte 1961 unter Anderl Heckmair, dem Erstbegeher der Eiger-Nordwand.
1968 gründete er mit Heckmair und anderen Bergführern die 'Bergschule Oberallgäu', die er 1971 als alleiniger Inhaber übernahm. Seit 2004 führt sein Sohn Bernd Zehetleitner die Bergschule.
1982 gelang Zehetleitner die erste genehmigte Besteigung des 7543 m hohen Changtse im Himalaya. Ebenfalls erreichte er den 8000er-Gipfel Cho Oyu.
Im Rahmen von diversen Fels-, Eis-, Klettertouren, Expeditionen und Fernreisen bestieg er mindestens 84 Mal das Matterhorn und stand über 35 Mal auf dem Kilimanjaro. In den 1990ern führte er in einer Sendung Bergauf-Bergab den Moderator Hermann Magerer auf den Allgäuer Berg Höfats.
Als Erschließer der beliebten Alpenüberquerung von Oberstdorf nach Meran wurde Zehetleitner 2009 mit dem Tiroler Adlerordern in Silber ausgezeichnet.